# Ignatius Press
Ignatius Press, nomeado em homenagem a Santo Inácio de Loyola, fundador da Ordem dos Jesuítas, é uma editora católica sediada em San Francisco, Califórnia, EUA. Foi fundada em 1978 pelo Padre Joseph Fessio, um padre jesuíta e ex-aluno do papa Bento XVI. Numa entrevista em 1998, o padre Fessio disse: "nosso objetivo é apoiar os ensinamentos da Igreja". A Ignatius Press também produz o Catholic World Report, Homiletic and Pastoral Review, Ignatius Insight e o blog Ignatius Insight Scoop.

## História
Pe. Joseph Fessio fundou o conservador St. Ignatius Institute, na Universidade de São Francisco, que oferece um programa de quatro anos de Great Books. A Guadalupe Associates, Inc. foi fundada em 1977 como a empresa-mãe sem fins lucrativos da planejada Ignatius Press. A Ignatius Press foi fundada no ano seguinte. Em uma entrevista publicada pelo Catholic World News, o padre Fessio afirmou que um dos principais objetivos da Ignatius Press era imprimir traduções em inglês de teólogos europeus contemporâneos.
O primeiro livro publicado por Ignatius Press foi uma tradução da Woman in the Church, de Louis Bouyer, em 1979. Isso foi seguido no mesmo ano por uma tradução do Coração do mundo de Hans Urs von Balthasar. Fessio deixou a Ignatius Press em 1987.
Em outubro de 2014, antes do Sínodo da Família, Ignatius Press enviou mais de 100 cópias de um livro contra sugestões para permitir que católicos divorciados e civilmente casados novamente recebessem a Comunhão. Mais tarde, Fessio afirmou que os livros nunca chegaram aos bispos, sugerindo que eles haviam sido roubados das caixas de correio. Um porta-voz do Vaticano negou a acusação.
A Ignatius Press tem uma lista completa de publicações com várias novas ofertas a cada primavera e outono. Entre as reimpressões publicadas, estão obras de G.K. Chesterton e Hilaire Belloc. Além de publicar as obras do papa João Paulo II, a Ignatius Press publicou obras mais recentes do cardeal Ratzinger (mais tarde papa Bento XVI), Peter Kreeft, Scott Hahn, Joseph Pearce, Christopher Derrick e Michael D. O'Brien. Também publica vários estudos e edições devocionais da Bíblia de Inácio, usando a Versão Padrão Revisada, Segunda Edição Católica, uma tradução revisada de acordo com Liturgiam authenticam e conhecida por sua equivalência formal.
Em 2014, a Ignatius Press firmou um acordo de distribuição com a Catholic Truth Society para "levar as famosas livrarias da CTS para a América do Norte". Além disso, entrou em colaboração com o Instituto Papa Bento XVI de Música Sacra e Adoração Divina (Arquidiocese de San Francisco) e a Lighthouse Catholic Media para publicar um missal congregacional anual que seja totalmente consistente com as diretrizes do Sacrosanctum Concilium.
Ignatius Press publica os periódicos Catholic World Report e Homiletic and Pastoral Review. Também produz o site Ignatius Insight e o blog Ignatius Insight Scoop.